# Причешће
Причешће или евхаристија (од грч.  — „благодарење, захвалност”) једна је од две најважније хришћанске Свете тајне. Сматра се да ју је установио је сам Исус Христос на тајној вечери.
Причешће је један од суштинских момената православне литургије. Верници прилазе на ђаконов позив: „Са страхом Божијим, вером и љубављу приступите”, и узмају хлеб и вино (односно тело и крв Христову) — причешћују се даровима на своје спасење.
Према учењу Православне цркве, причешће је догађај у коме Црква пројављује себе. У причешћу се сабирају све црквене службе: епископска, презвитерска, ђаконска и лаичка, како би заједнички служили литургију. Хришћани верују да је Син Божји постао човек да би премостио јаз који дели Бога и творевину, те приликом свог вазнесења обећао да ће послати Духа Светога, што је на Педесетницу и учинио; Дух Свети, тако, чини Христа присутним у причешћу, омогућавајући нам да са Њим имамо истиниту заједницу и спасење. По хришћанима, причешће даје и предукус будућег века, када ће Христос доћи и успоставити царство Божје на земљи.
Православна црква држи да све остале Свете тајне, попут Крштења, Миропомазања, Покајања итд. имају свој смисао у причешћу.

## У ранохришћанским списима
Причешће се јавља први пут у списима Светог Игњатија Богоносца: „Старајте се пак да се чешће сакупљате на причешће, литургију Божију и на славу“ (Ефесцима XIII, 1). Исто тако он га назива „хлебом који је лек бесмртности“, противотров смрти, да би се живело вечно у Исусу Христу (Ефесцима, XX, 2). Постапостолски списи посебно истичу црквени ефекат причешћа. Олтар на којем се приноси причешће јесте сами извор јединства Цркве: „Нико нека се не вара, ако није унутар жртвеника, лишен је хлеба Божијега“ (Ibidem 5, 2). Динамика причешћа покреће процес сабирања и конвергентности свих у Царству Божијем: „Као што је овај преломљени хлеб, некад расејан по пољима, био скупљен заједно и постао је хлеб, исто тако Црква Твоја нека буде сабрана на једно место са крајева земље у царству Твоме“ (Дидахи, 9). За Светог Кирила Јерусалимског Причешће је „чаша спасења“, „надсуштаствени хлеб“ помоћу којег постајемо причасници божанске природе (Мистагошка катихеза, VI, 1-9), а за Николаја Кавасилу оно је савршенство живота у Христу, „последња тајна“ кроз коју се уграђујемо у „тело Цара“ (Живот у Христу, IV, 1-3). Литургија причешћа јесте рекапитулација божанског Домостроја: „Јер одржасмо спомен на Твоју смрт; видесмо изображење Васкрсења Твога; испунисмо се бескрајним животом Твојим; насладисмо се Твоје неисцрпне сладости“ (Литургија Светог Василија Великог).

## Став Православне цркве
Причешће обнавља у садашњости јединствену жртву Новога Савеза, принету једанпут за свагда, од Великог Првосвештеника, Исуса Христа, Који није штедео Свој живот, него је дао Себе као цену нашег искупљења (Јевр. 8,6; 9,24-25; Кол. 1,4). „Јер кад год једете овај хљеб и чашу ову пијете, смрт Господњу објављујете, докле не дође“ (1. Кор. 11,26). А Његова жртва није дело слабости, него дело љубави и посредовања, преласка из смрти у живот (Јевр. 10,10). Христос, „Пасха освећена и велика“, предао се драговољно, није био послат у смрт: „Као овца на клање би вођен и као невино јагње, немо пред оним који га стриже, тако не отвори уста својих“. Његова жртва нема само обнављајући или искупитељски аспект, него представља прелазак из смрти у живот, „из небића у биће“ (Свети Јован Златоусти). „Христос је Онај који умрије, па још и васкрсе, који је и с десне стране Богу, који и посредује за нас“ (Рим. 8,34). Иначе, причешће се не служи на дан његовог установљења, пре Распећа, него на дан Васкрсења, као поновно доживљавање новозаветне Пасхе.

## Стварно присуство Христа
Стварно присуство Христово у причасном хлебу и вину (Јн. 6,55) остварује се молитвом Цркве за освећење. С једне стране, у причешћу се открива ипостас Христова у свој њеној пуноћи. За ученике који идоше у Емаус, сусрет са васкрслим Христом догодио се приликом ломљења хлеба: „И док он сјеђаше с њима за трпезом, узевши хљеб благослови и преломивши га даваше им“ (Лк. 24,30). „Крв“, праслика искупитељске жртве, јесте једно од „сведочанстава“ Христових: „Он је тај што дође водом и крвљу, Исус Христос; не само водом, него водом и крвљу“ (1. Јн. 5,6). С друге стране, причешће је „наш насушни хлеб“, супстанција за одржање живота, храна вечнога живота (Јн. 6,33, 49-51,58). Христос се даје у причешћу кроз силу Духа Светога, у свој Његовој ипостасној стварности, као „јело верујућих“, тако да хришћани постају „сутелесници и сукрвници“ са Њим. Причешће је дар „као храна на путу вечнога живота"; зато се и чува после Литургије.

### Причешће и Тело Христово
Од Педесетнице васпоставила се органска веза између причешћа и Христовога тела - Цркве (Дела 2,42; 1. Кор. 10,17), не само тиме што је причешће неопходно за егзистенцију и поимање Цркве него и зато што је причешће тачка сусрета литургијске помесне заједнице са Васељенском Црквом, са „четом светих“, са „свим (целокупним) светом“.
Сабрање у причести приноси бескрвну и похвалну жртву за невидљиву Цркву (Дјеву Марију, старозаветне праведнике, апостоле и новозаветне светитеље), као дело благодарности, и за видљиву Цркву, као чин мољења. Она се приноси „због свега и за све“, будући да је сам Христос „Онај који приноси и Који се приноси, Који прима и који се раздаје“. Ова веза између Христовог свештенства и причасничке жртве примећује се у литургијском устројству. Епископ или свештеник не служи "ех opere operantis", зато што је свештенослужитељ причести „служитељ благодати“. Он изговара речи установљења са Тајне Вечере "in persona Christi", будући да је слика Христова; ипак, он изговара епиклезу у име Цркве, "in persona ecclesiae", будући да је то молитва освећења целе заједнице. „Ниспошљи Духа Твога Светога на нас и на ове предложене дарове“. Речи које је изговорио Исус на последњој Вечери чувају своју стваралачку силу само кад су у вези са молитвом призивања Духа Светога.
Древна традиција истиче саборни карактер причести јер се на свакоме месту врши само једна Литургија под једним епископом.

## Причешће као залог Будућег живота
По Светом Јовану Дамаскину, причешће је залог будућег живота (преводећи επιουσιον са „који ће доћи") зато што је Христово Тело пуно животворнога Духа (Православно учење, књ. IV 13, стр. 175). Недељу, икону Будућег Века, Црква доживљава као предокусно Царство баш обожујућим телом причести, символом преображенога човечанства. Стварност која је сада прекривена и скривена под обликом вина и хлеба упоређена је са стварношћу која ће се открити последњега дана. Причешће је, дакле, праслика (прототип) Христа пунога славе. Зато се литургијска заједница, после причешћа Светим Тајнама, моли: „Дај нам да се још присније причешћујемо Тобом у незалазни дан Царства твога“. Тада ће се светима открити јело о коме говори Исус: „Ја имам јело да једем за које ви не знате“ (Јн. 4,32).

## Причешће иекуменски дијалог
У екуменском дијалогу православни формулишу два главна проблема у вези са теологијом причешћа: свети (освештани) карактер причешћа (стварно присуство и хиротонија свештенослужитеља), у дијалогу са протестантима; епиклетички карактер причасног освећења, у дијалогу са римокатолицима. Према обема конфесијама, Православље поставља проблем везе између утеловљења у Цркви (и њеног јединства) и уводних Тајни. Уосталом, постоји делимични однос између причешћа и крштења ("и одмах изиђе из њега [ребра] крв и вода“ - Јн. 19,34; 1. Јн. 5,6-8), миропомазања (Пс. 104,15) и хиротоније (Дидахи, гл. 14-15). Исто тако, постоји непосредни саоднос међу уводним тајнама (Пс. 104,15), које се по Источној традицији врше заједно у склопу Литургије и у јединству са Црквом.

## Причешће без хлеба и вина
Свети Теофилакт Охридски је у свом тумачењу Јовановог Јеванђеља записао да верник може да једе тело Господње и да пије његову крв не само у тајанственом причешћу, него и на други начин. Тело једе онај који иде путем делатне врлине. Исто мишљење је изнео и његов далеки наследник на трону охридских архиепископа, Јован. У затвору је схватио да онтологија причешћа није једина у Цркви, већ да је могуће причестити се Богом божанским енергијама. Бог по њему није ограничен ни на који начин у смислу начина причешћа и да нема места где нема Божијих енергија. Када се њима причешћујемо улазимо у заједници с Њим, која је у потпуности савршена. То је важно за оне који не могу традиционално да се причесте (нпр. у доба пандемије корона вируса или у другим околностима), да не упадају у малодушност. Архиепископ Јован сматра да причешћивање божанским енергијама није мање значајно и ефикасно од причешћивања на Литургији и да онај ко се преда Богу може очекивати да га прожму божанске енергије.

## Занимљивости
Павле Ровински је записао да је вино било таква реткост у Црној Гори, да се понекад причешће, уместо вином, обављало ракијом.